# Cahri
Cahri (azerbajdzjanska: Cəhri) är en ort i Azerbajdzjan.   Den ligger i distriktet Nachitjevan, i den sydvästra delen av landet, 400 km väster om huvudstaden Baku. Cahri ligger 1 074 meter över havet och antalet invånare är 8 200.
Terrängen runt Cahri är kuperad åt nordväst, men åt sydost är den platt. Terrängen runt Cahri sluttar söderut. Närmaste större samhälle är Nachitjevan, 15,5 km söder om Cahri. 
Trakten runt Cahri består i huvudsak av gräsmarker. Runt Cahri är det tätbefolkat, med 735 invånare per kvadratkilometer.